# Gianluca Pagliuca
Gianluca Pagliuca (ur. 18 grudnia 1966 w Bolonii) – włoski piłkarz, występował na pozycji bramkarza. Ma na koncie 592 występy w Serie A – piąty najlepszy wynik w historii włoskiej ligi.

## Kariera klubowa
Gianluca Pagliuca zawodową piłkarską karierę rozpoczynał w 1987 roku w Sampdorii. Miejsce w podstawowym składzie swojego zespołu wywalczył sobie w sezonie 1988/1989, kiedy to zagrał w 33 ligowych spotkaniach. Z Sampdorią Pagliuca odnosił wiele sukcesów – w 1990 roku zdobył Puchar Zdobywców Pucharów, w sezonie 1990/1991 wywalczył mistrzostwo kraju, trzy razy sięgnął po Puchar i raz po Superpuchar Włoch. W barwach klubu z Genui włoski bramkarz zagrał łącznie w 198 pojedynkach Serie A.
W 1994 roku Pagliuca podpisał kontrakt z Interem Mediolan. W ekipie „Nerazzurrich” od razu stał się podstawowym bramkarzem. Razem z Interem włoski piłkarz zanotował wygraną w Pucharze UEFA w sezonie 1997/1998. Dla Mediolańczyków Pagliuca w ciągu pięciu sezonów rozegrał 165 ligowych meczów. Latem 1999 roku zdecydował się jednak zmienić klub i przeniósł się do Bologny. W barwach tej drużyny przez pięć lat kończył ligowe rozgrywki w środku tabeli Serie A, jednak Bologna w sezonie 2004/2005 zajęła osiemnastą lokatę i spadła do drugiej ligi.
Pagliuca po roku spędzonym w tych rozgrywkach zdecydował się na odejście z zespołu. Latem 2006 roku rafił do Ascoli Calcio, z którym uplasował się dopiero na dziewiętnastej pozycji w Serie A i spadł z drużyną do drugiej ligi. Wraz z końcem sezonu 2006/2007 włoski gracz zdecydował się zakończyć piłkarską karierę.

## Kariera reprezentacyjna
W 1990 roku Pagliuca został powołany do kadry reprezentacji Włoch na mistrzostwa świata. Na turnieju Włosi zdobyli brązowy medal pokonując w meczu o trzecie miejsce 2:1 Anglię. Debiut w drużynie narodowej Pagliuca zanotował 16 czerwca 1991 roku w spotkaniu przeciwko Związkowi Radzieckiemu rozegranego w Sztokholmie w ramach turnieju Scania Cup.
Były zawodnik Bologny Pagliuca wystąpił również na mistrzostwach świata 1994, na których był już podstawowym bramkarzem swojej drużyny narodowej. Włosi zdobyli wicemistrzostwo świata przegrywając w finałowym pojedynku z Brazylią 2:3 po serii rzutów karnych. Pagliuce udało się obronił strzał Márcio Santosa. W 1996 roku włoski bramkarz wystąpił w igrzyskach olimpijskich w Atlancie, na których reprezentacja Włoch zajęła ostatnie miejsce w swojej grupie i odpadła z turnieju.
Ostatnią wielką imprezą w karierze Pagliuki były mistrzostwa świata 1998. Mundial ten skończył się dla podopiecznych Cesare Maldiniego na 1/4 finału, w którym Włosi przegrali z późniejszymi triumfatorami mistrzostw – Francją 3:4 po rzutach karnych. Pagliuca obronił wówczas rzut karny wykonywany przez Bixente Lizarazu. Łącznie dla drużyny narodowej wychowanek Sampdorii zanotował 39 występów.

## Sukcesy
UC Sampdoria
Puchar Zdobywców Pucharów: 1989/1990
Mistrzostwo Włoch: 1990/1991
Puchar Włoch: 1987/1988, 1988/1989, 1993/1994
 Inter Mediolan
Puchar UEFA: 1997/1998
 Reprezentacja Włoch
II miejsce mistrzostw świata: 1994
III miejsce mistrzostw świata: 1990